# Botswana Movement for Democracy
De Botswana Democractic Movement (Nederlands: Botswana Democratische Beweging; afk.: BDM) is een politieke partij in Botswana die in 2010 werd opgericht. De partij is voortgekomen uit de Botswana Democratic Party (BDP) die al sinds de onafhankelijkheid van het land in 1966 aan de macht is. De oprichters waren ontevreden over de in hun ogen autoritaire koers van Ian Khama (BDP) die van 2008 tot 2018 het ambt van president van de republiek bekleedde. Het was de eerste keer in de geschiedenis van de BDP dat er een afscheiding plaatsvond binnen die partij.
Bij de verkiezingen van 2014 behaalde de BDM 2 zetels in de Nationale Vergadering als onderdeel van de politieke alliantie Umbrella for Democratic Change. Deze zetels gingen bij de verkiezingen van 2019 allebei verloren.
De BDM is aangesloten bij het Afrikaanse Liberale Netwerk.

## Verkiezingsresultaten
| Verkiezingsresultaten       | Verkiezingsresultaten | Verkiezingsresultaten |
| Jaar                        | Zetels                | %                     |
| --------------------------- | --------------------- | --------------------- |
| 2014 (Onderdeel van de UDC) | 2 / 65                | 30,01 / 100           |
| 2019                        | 0 / 65                | 0,27 / 100            |